# Lloyd-Passage

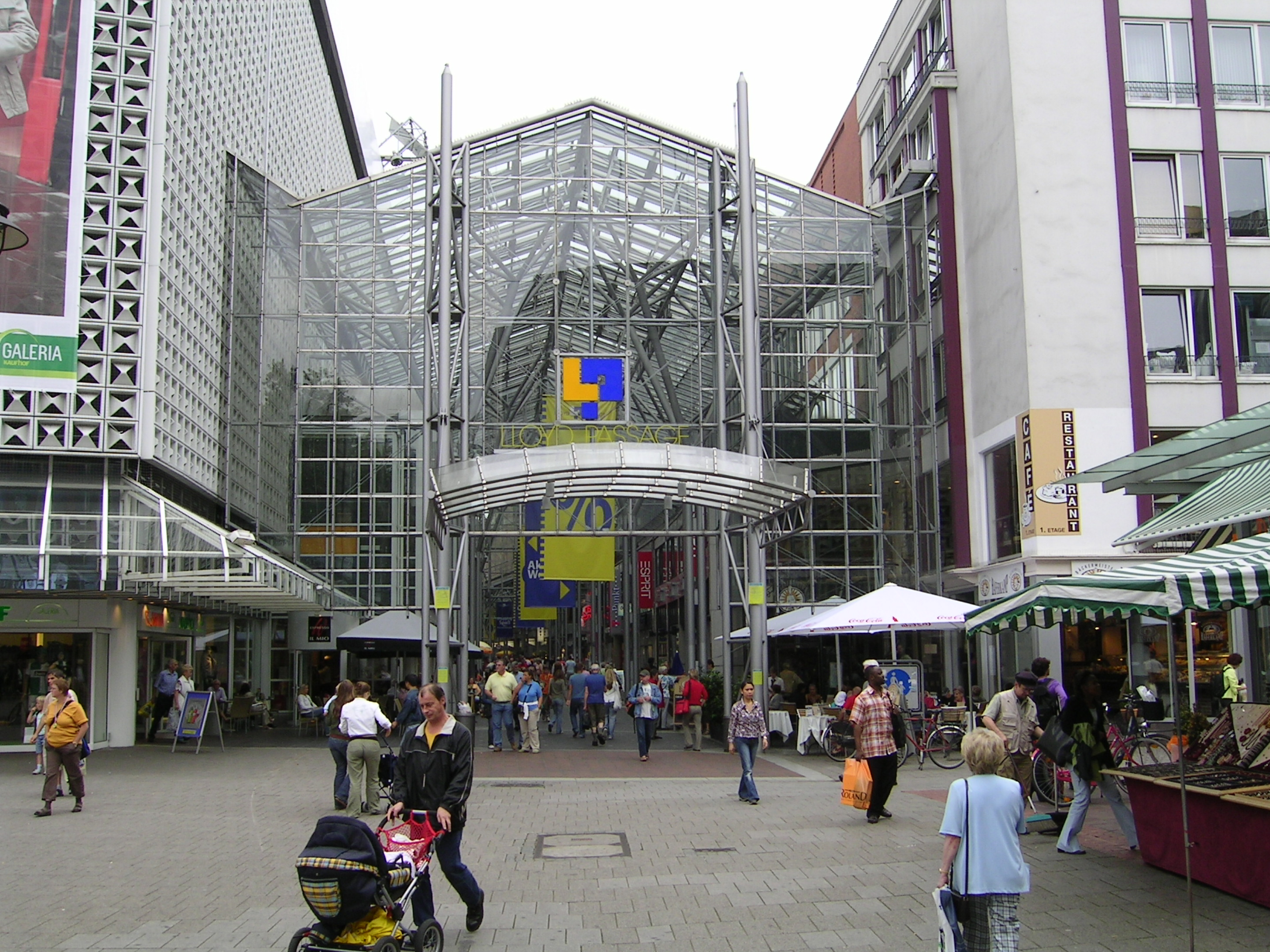
Die Lloyd-Passage vom Hanseatenhof aus gesehen

Die Lloyd-Passage ist eine Einkaufspassage in der Bremer Innenstadt. Sie wurde Ende der 1980er Jahre auf den öffentlichen Straßen Große Hundestraße und Kreyenstraße gebaut und gilt als erste überdachte öffentliche Straße Deutschlands. Die Lloyd-Passage verläuft parallel zur Obernstraße und verbindet die Sögestraße mit dem Hanseatenhof.
Der Name der insgesamt 250 Meter langen Passage erinnert an den Norddeutschen Lloyd. Dessen Hauptsitz, das Lloydgebäude, stand an der Stelle, an der heute das Gebäude der Galeria Kaufhof steht.

## Geschichte
Die Lloyd-Passage geht zurück auf eine Initiative im Jahr 1984, eine Überdachung für das damalige Kaufhaus Horten zu schaffen. Nachdem auch die Geschäftsführung des zwischen Obernstraße und Große Hundestraße liegenden Kaufhauses Karstadt Interesse an der Idee bekundete, begannen die Planungen für eine Einkaufspassage, die die gesamte Straße sowie die Kreyenstraße mit einbezog. Ziel war es, die Bremer Innenstadt als Oberzentrum und Einkaufsstadt aufzuwerten.

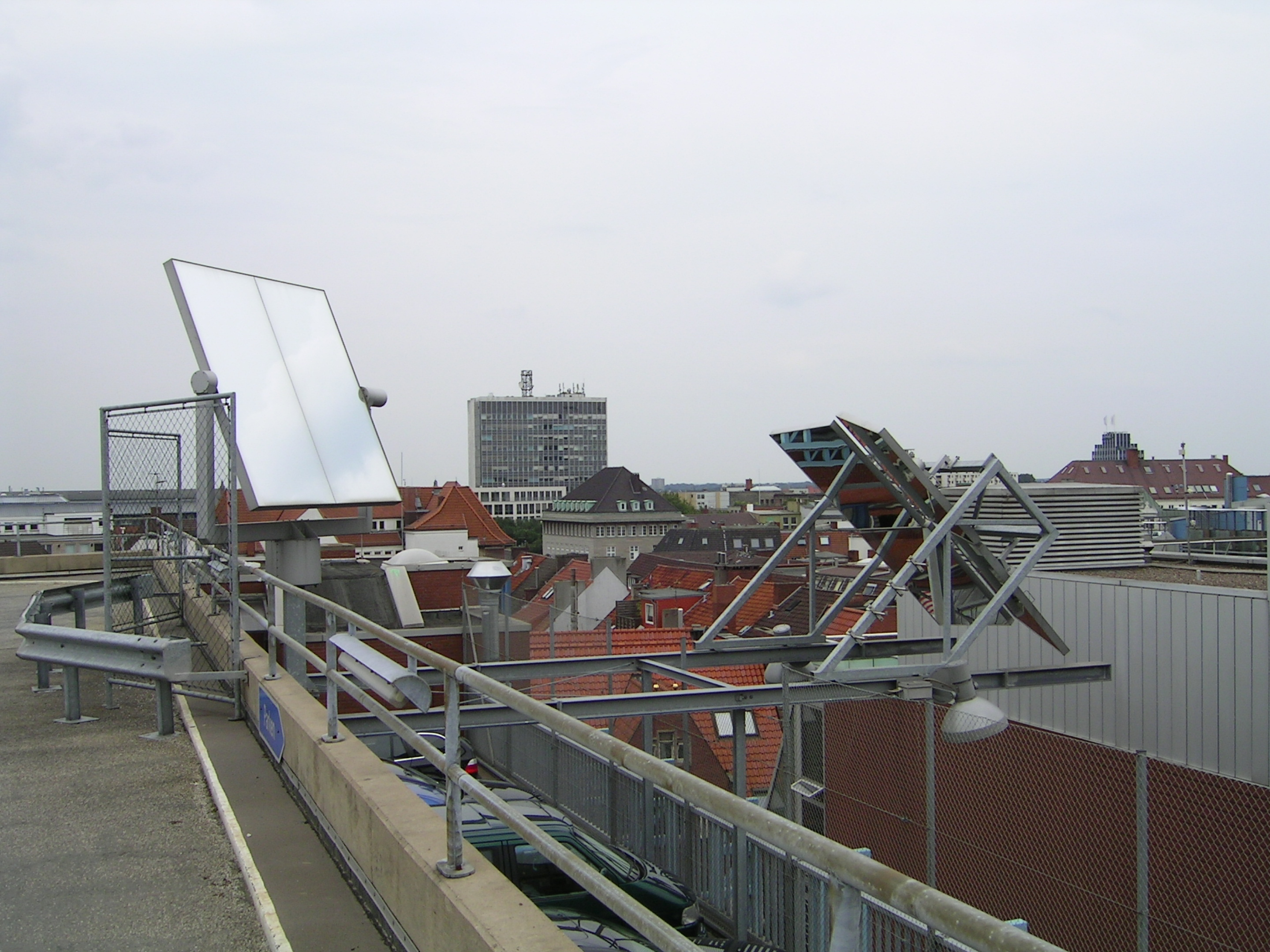
Spiegel über der Lloyd-Passage

Baubeginn der Passage war am 18. Dezember 1987. Knapp zwei Jahre später, am 20. November 1989, wurde Richtfest gefeiert. Die Eröffnung der Passage folgte am 30. April 1990. Die Passage wurde komplett aus privaten Mitteln finanziert. Die Baukosten beliefen sich auf ca. 11,5 Mio. DM (zirka 5,88 Mio. Euro).
Im Jahr 2000 wurden über dem Glasdach der Lloyd-Passage Heliostaten installiert und so Tageslicht in die Passage gelenkt.

## Mall of Fame
2003 wurde die „Mall of Fame“ in der Lloyd-Passage eröffnet, in der Handabdrücke Prominenter, die einen Bezug zu Bremen haben, in einer Bronzeplatte in den Boden der Passage eingelassen sind.

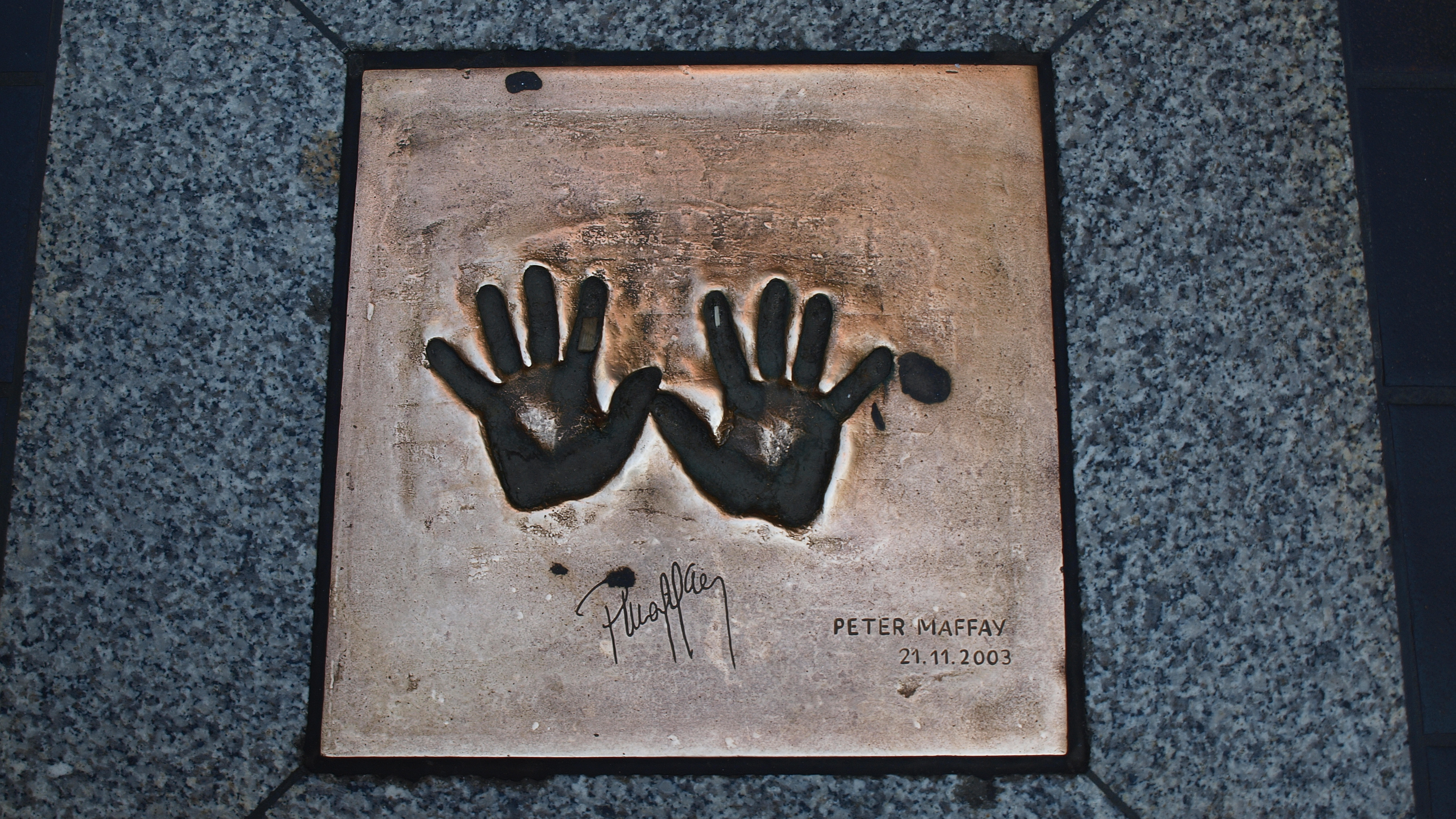
Handabdruck in der Lloyd-Passage